# 碓田のぼる
碓田 のぼる（うすだ のぼる、1928年2月5日 - ）は、歌人、教育運動家。長野県生まれ。本名・登（教育関係の著作には本名を用いる）。
17歳で国鉄長野工場の見習工となり、夜間中学を経て東京物理学校（現・東京理科大学）を卒業。高校教諭を経て、全国私教連委員長、全教副議長などを歴任。渡辺順三に師事。新日本歌人協会全国幹事、日本民主主義文学会員、国際啄木学会会員。歌集『花どき』で多喜二・百合子賞受賞。左翼的な立場から短歌、石川啄木についての文芸評論を行う。
日本共産党の党員でもあり、1992年・1995年の参院選に比例区から出馬した。

## 著書
- 『夜明けまえ　碓田のぼる歌集』 長谷川書房 1965 新日本歌人叢書
- 『よみがえる学園 私学の壁に抗して』労働旬報社　1971
- 『現代の短歌 鑑賞と批評』1972　新日本新書
- 『石川啄木』東邦出版社　1973　近代作家研究叢書
- 『国民のための私学づくり 公費助成運動の展開と課題』碓田登 民衆社　1973
- 『教師集団創造 教育荒廃・非行をこえて』労働旬報社　1976
- 『短歌への招待』飯塚書店　1978
- 『はばたく高校教育 生徒がここでみえてきた』労働旬報社　1978　父母と教師の考えるシリーズ
- 『現代教育運動の課題 その到達点と80年代への展望』労働旬報社　1979
- 『母のうた 碓田のぼる歌集』飯塚書店　1979　新日本歌人叢書
- 『作歌辞典』飯塚書店　1980
- 『青春のうた 短歌とエッセイ』学習の友社　1980
- 『啄木の歌その生と死 青春の光と影』洋々社　1980
- 『『明星』における進歩の思想』青磁社　1980
- 『うたいつがれる歌』1984　新日本新書
- 『状況のうた 碓田のぼる歌集』飯塚書店　1985　新日本歌人叢書
- 『手錠あり 評伝・渡辺順三』青磁社　1985
- 『ふたりの啄木 青春のめぐり合い』労働旬報社　1985　青春ライブラリー
- 『現代短歌の危機 碓田のぼる歌論集』青磁社　1988
- 『石川啄木と「大逆事件」』1990　新日本新書
- 『激動期 碓田のぼる歌集』青磁社　1990　新日本歌人叢書
- 『私花あかりの風』小松健一写真　萌文社　1992
- 『石川啄木光を追う旅』小松健一写真　ルック　1996
- 『無党派+共産党の時代 高知の挑戦は日本を変えるか』かもがわ出版　1998
- 『夕ちどり 忘れられた美貌の歌人・石上露子』ルック　1998
- 『指呼の世紀 碓田のぼる歌集』飯塚書店　1999　新日本歌人叢書
- 『石川啄木の新世界』光陽出版社　2000
- 『風の輝き 碓田のぼる自選歌集』光陽出版社　2000　新日本歌人叢書
- 『時代を撃つ 心に残る人と作品』かもがわ出版　2001
- 『占領軍検閲と戦後短歌 続評伝・渡辺順三』かもがわ出版　2001
- 『信濃 歌集』光陽出版社　2002
- 『短歌創作教室歌を愛するすべての人へ』飯塚書店　2003
- 『星の陣 歌集』光陽出版社　2003　新日本歌人叢書
- 『石川啄木 その社会主義への道』かもがわ出版　2004
- 『坂道のアルト 碓田のぼるエッセイ集』光陽出版社　2005
- 『不滅の愛の物語り 忘れられた美貌の歌人・石上露子』ルック　2005
- 『石川啄木と石上露子 その同時代性と位相』光陽出版社　2006
- 『渡辺順三研究』かもがわ出版　2007
- 『友ら、いちずに 碓田のぼる序跋集』光陽出版社　2008
- 『遥かなる信濃』かもがわ出版　2009
- 『石上露子が生涯をかけた恋人長田正平 その生涯と作品』光陽出版社　2010
- 『闇夜の文は作らない 心に残る人と作品 続』かもがわ出版　2010
- 『かく歌い来て 『露草』の時代』光陽出版社　2011

## 共編著
- 『私学の歴史』伊ケ崎暁生,碓田登著　1967　新日本新書
- 『愛の歌集 さすらいと愛の詩人啄木』編　飯塚書店　1978
- 『渡辺順三歌集』編　1978　新日本文庫
- 『短歌文法辞典』新版　宮城謙一共編　飯塚書店　1985
- 『炒り豆に花咲く 高校生とともに生きて』塚原青雲高校教職員組合共編著　労働旬報社　1991
- 『日本の党 歌集』編　萌文社　1992

## 参考
- 遥かなる信濃 - 紀伊國屋書店BookWeb
- 『文藝年鑑2007』